# رم (اورگن)
رم (به انگلیسی: Rome) یک منطقهٔ مسکونی در ایالات متحده آمریکا است که در اورگن واقع شده‌است. رم ۱٬۰۳۲٫۰۷ متر بالاتر از سطح دریا واقع شده‌است.